# أبوبكر ديارا (لاعب كرة قدم مواليد 1994)
أبوبكر ديارا (28 ديسمبر 1994 في مالي - ) هو لاعب كرة قدم مالي في مركز الهجوم.

## مسيرة اللاعب
```
لعب مع 
النجم الرياضي بالمتلوي
 
والمستقبل الرياضي برجيش
 
ونادي العروبة السعودي
 
ونادي الدرعية
 السعودي.
[
2
]
```

## روابط خارجية
- أبوبكر ديارا (لاعب كرة قدم مواليد 1994) على موقع قاعدة بيانات كرة القدم.إي يو (الإنجليزية)